# Haplopteris flexuosa
Haplopteris flexuosa är en kantbräkenväxtart som först beskrevs av Fée, och fick sitt nu gällande namn av E. H. Crane. Haplopteris flexuosa ingår i släktet Haplopteris och familjen Pteridaceae. Inga underarter finns listade.